# Zhang Wei
Zhang Wei (chiń. upr. 张伟; pinyin Zhāng Wěi; ur. 22 marca 1994) – chiński lekkoatleta specjalizujący się w skoku o tyczce.
Srebrny medalista halowych oraz juniorskich mistrzostw Azji w 2012. W 2013 startował na mistrzostwach świata w Moskwie, podczas których nie zaliczył żadnej wysokości podczas eliminacji i odpadł z dalszej rywalizacji. Mistrz Azji z Wuhanu (2015).
Złoty medalista mistrzostw Chin.
Rekordy życiowe: stadion – 5,66 (21 kwietnia 2019, Doha); hala – 5,62 (7 lutego 2013, Lyon) rekord Azji juniorów.

## Osiągnięcia
| Rok  | Impreza                     | Miejsce   | Pozycja           | Wynik |
| ---- | --------------------------- | --------- | ----------------- | ----- |
| 2012 | Halowe mistrzostwa Azji     | Hangzhou  | 2. miejsce        | 5,40  |
| 2012 | Mistrzostwa Azji juniorów   | Kolombo   | 1. miejsce        | 5,35  |
| 2012 | Mistrzostwa świata juniorów | Barcelona | – (el.)           | NM    |
| 2013 | Mistrzostwa świata          | Moskwa    | – (el.)           | NM    |
| 2015 | Mistrzostwa Azji            | Wuhan     | 1. miejsce        | 5,60  |
| 2015 | Mistrzostwa świata          | Pekin     | el. – 28. miejsce | 5,55  |